# Grabica (gmina)
Grabica – gmina wiejska w województwie łódzkim, w powiecie piotrkowskim. W latach 1975–1998 gmina położona była w województwie piotrkowskim.
Siedziba gminy to Grabica.
Według danych z 31 grudnia 2007 gminę zamieszkiwały 6072 osoby.

## Struktura powierzchni
Według danych z roku 2007 gmina Grabica ma obszar 127,64 km², w tym:
- użytki rolne: 86%
- użytki leśne: 10%

Gmina stanowi 8,93% powierzchni powiatu piotrkowskiego.

## Demografia

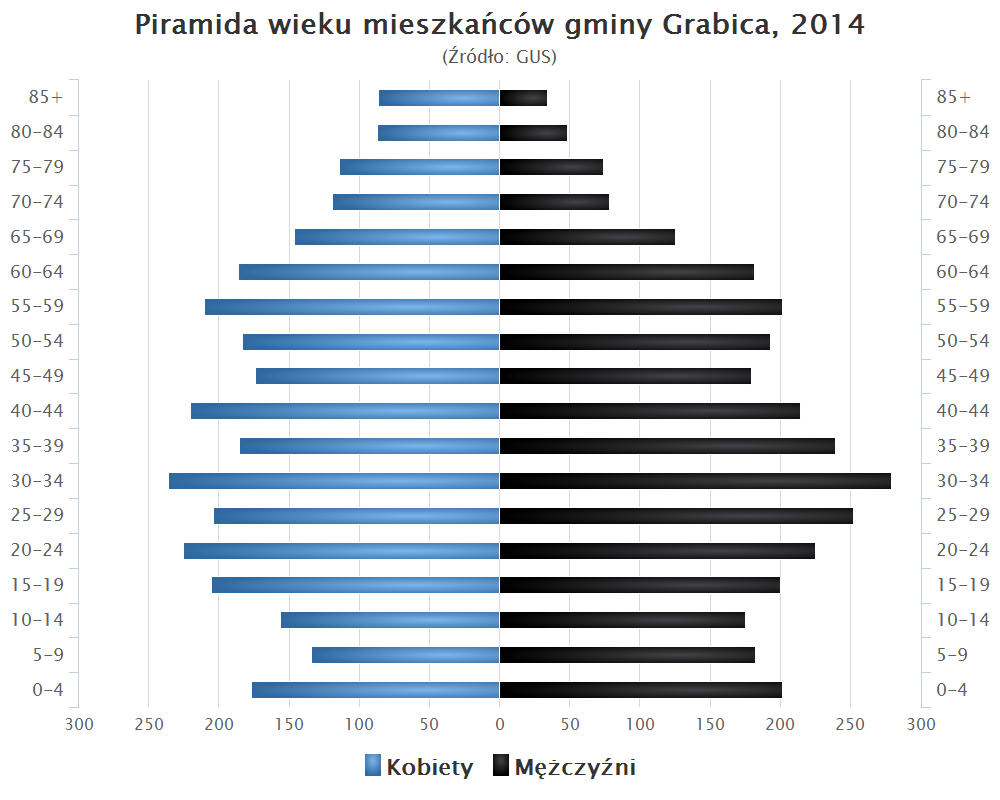
Piramida wieku mieszkańców gminy Grabica w 2014 roku

Dane o ludności z 31 grudnia 2007:
| Opis                                | Ogółem | Ogółem | Kobiety | Kobiety | Mężczyźni | Mężczyźni |
| ----------------------------------- | ------ | ------ | ------- | ------- | --------- | --------- |
| Jednostka                           | osób   | %      | osób    | %       | osób      | %         |
| Populacja                           | 6072   | 100    | 3075    | 50,64   | 2997      | 49,36     |
| Wiek przedprodukcyjny (0–17 lat)    | 1062   | 17,49  | 520     | 8,56    | 542       | 8,93      |
| Wiek produkcyjny (18–65 lat)        | 3970   | 65,38  | 1863    | 30,68   | 2107      | 34,7      |
| Wiek poprodukcyjny (powyżej 65 lat) | 1040   | 17,13  | 692     | 11,4    | 348       | 5,73      |

## Sołectwa
Boryszów, Brzoza, Cisowa, Dziewuliny, Grabica, Gutów: Gutów Duży i Gutów Mały, Kafar, Kamocinek, Kobyłki, Krzepczów, Lubanów, Lubonia, Lutosławice Rządowe, Majdany, Majków-Folwark, Majków Mały, Majków Średni, Olendry, Ostrów, Papieże, Polesie, Rusociny, Szydłów, Szydłów-Kolonia, Twardosławice, Zaborów, Żądło, Żeronie, Żychlin.

## Miejscowości
Miejscowości gminy wg TERYT:
- Bąkowiec – wieś
- Bleszyn – wieś
- Boryszów – wieś (	Borek – część miejscowości, Boryszówek – przysiółek, Kąty – część miejscowości, Nowa Wieś – część miejscowości)
- Brzoza – wieś (Brzoza-Kolonia – część miejscowości)
- Cisowa – wieś (Cisowa-Kolonia – część miejscowości)
- Doły Brzeskie – wieś
- Dziewuliny – wieś (Zosin – przysiółek)
- Dziwle – wieś (Dziwle-Parcela – część miejscowości)
- Grabica – wieś
- Grabica-Kolonia – kolonia
- Gutów Duży – wieś
- Gutów Mały – wieś
- Kafar – wieś
- Kamocin – wieś (Aleksandrów – część miejscowości)
- Kamocinek – wieś (Kamocinek-Kolonia – część miejscowości)
- Kobyłki – wieś (Józefów – część miejscowości, Kobyłki-Kolonia – część miejscowości)
- Kociołki – kolonia
- Krzepczów – wieś (Krzepczów Nowy – część miejscowości, Krzepczów Stary – część miejscowości)
- Lubanów – wieś
- Lubonia – wieś
- Lutosławice Rządowe – wieś (Kolonijka – część miejscowości)
- Lutosławice Szlacheckie – wieś
- Majdany – wieś (Majdany-Kolonia – część miejscowości)
- Majków-Folwark – wieś
- Majków Mały – wieś
- Majków Średni – wieś
- Maleniec – wieś
- Niwy Jutroszewskie – wieś
- Olendry – wieś
- Ostrów – wieś (Bolesławów – część miejscowości, Karolew – część miejscowości, Ostrów-Cegielnia – część miejscowości, Resztówka – część miejscowości)
- Papieże – wieś
- Papieże-Kolonia – kolonia
- Polesie – wieś
- Poleśna – osada
- Rusociny – wieś (Rusociny-Parcela – część miejscowości)
- Szydłów – wieś
- Szydłówka – kolonia
- Szydłów-Kolonia – wieś
- Twardosławice – wieś
- Władysławów – wieś
- Wola Bykowska – osada
- Wola Kamocka – wieś (Wola Kamocka-Kolonia – część miejscowości)
- Zaborów – wieś
- Żądło – wieś
- Żeronie – wieś
- Żychlin – wieś

## Sąsiednie gminy
Dłutów, Drużbice, Moszczenica, Piotrków Trybunalski, Tuszyn, Wola Krzysztoporska